# Csákánydoroszló vasútállomás
Csákánydoroszló vasútállomás egy Vas vármegyei vasútállomás, Csákánydoroszló településen, a GYSEV üzemeltetésében.
A település belterületének északnyugati peremén helyezkedik el, a 8-as főút északi oldalán, közúti elérését az abból kiágazó, rövidke 87 307-es számú mellékút biztosítja.

## Vasútvonalak
Az állomást az alábbi vasútvonalak érintik:
- Szombathely–Szentgotthárd-vasútvonal

## Kapcsolódó állomások
A vasútállomáshoz az alábbi állomások vannak a legközelebb:
- Horvátnádalja megállóhely (Szombathely–Szentgotthárd-vasútvonal)
- Rátót megállóhely (Szombathely–Szentgotthárd-vasútvonal)

## Forgalom
| Járat                      | Útvonal | Gyakoriság   |
| -------------------------- | --- | ------------ |
| személyvonat               | Szombathely – Szombathely-Szőlős – Ják-Balogunyom – Egyházasrádóc – Körmend – Horvátnádalja – Csákánydoroszló – Rátót – Alsórönök – Haris – Szentgotthárd | Napi 10 pár  |
| személyvonat               | Sopron – Kópháza – Nagycenk – Sopronkövesd – Lövő – Újkér – Tormásliget – Bük – Acsád – Salköveskút-Vassurány – Szombathely – Szombathely-Szőlős – Ják-Balogunyom – Egyházasrádóc – Körmend – Horvátnádalja – Csákánydoroszló – Rátót – Alsórönök – Haris – Szentgotthárd | 1-4 óránként |
| Savaria InterCity          | Budapest-Keleti – Budapest-Kelenföld – (Tatabánya → Tata → Komárom →) Győr – Csorna – Répcelak – Szombathely – Szombathely-Szőlős – Ják-Balogunyom – Egyházasrádóc – Körmend – Horvátnádalja – Csákánydoroszló – Rátót – Alsórönök – Haris – Szentgotthárd | Napi 1 pár   |
| Mura nemzetközi InterCity  | Budapest-Keleti – Budapest-Kelenföld – Tatabánya – Tata – Komárom – Győr – Csorna – Répcelak – Szombathely – Szombathely-Szőlős – Ják-Balogunyom – Egyházasrádóc – Körmend – Horvátnádalja – Csákánydoroszló – Rátót – Alsórönök – Haris – Szentgotthárd – Jennersdorf (Gyanafalva) (← Hohenbrugg a. d. Raab) – Fehring (← Lödersdorf) – Feldbach (← Gniebing ← Rohr/Raab ← Studenzen-Fladnitz ← Takern-St. Margarethen) – Gleisdorf (← Laßnitzthal ← Laßnitzhöhe ← Hart bei Graz ← Raaba ← Graz Liebenau-Murpark) – Graz Ostbahnhof (← Graz Don Bosco) – Graz Hauptbahnhof | Napi 1 pár   |
| Dráva nemzetközi InterCity | Budapest-Keleti – Budapest-Kelenföld – Tatabánya – Tata – Komárom – Győr – Csorna – Répcelak – Szombathely – Szombathely-Szőlős – Ják-Balogunyom – Egyházasrádóc – Körmend – Horvátnádalja – Csákánydoroszló – Rátót – Alsórönök – Haris – Szentgotthárd – Jennersdorf (Gyanafalva) – Fehring – (Feldbach →) Gleisdorf – Graz Ostbahnhof (← Graz Don Bosco) – Graz Hauptbahnhof (← Puntigam) – Leibnitz – Spielfeld-Straß – Maribor – Pragersko – Celje – Laško – Zidani Most – Trbovlje – Ljubljana                                                                        | Napi 1 pár   |